# Indochina-Pfaufasan
Der Indochina-Pfaufasan  (Polyplectron bicalcaratum), auch Nord-Spiegelpfau oder Grauer Pfaufasan genannt, ist eine Art aus der Familie der Fasanenartigen. Im Gegensatz zu anderen Vertretern aus der Gattung der Pfaufasanen ist diese Art weit verbreitet und häufig. In seinem Verbreitungsgebiet ist der Indochina-Pfaufasanaufasan der einzige Vertreter seiner Gattung.

## Erscheinungsbild

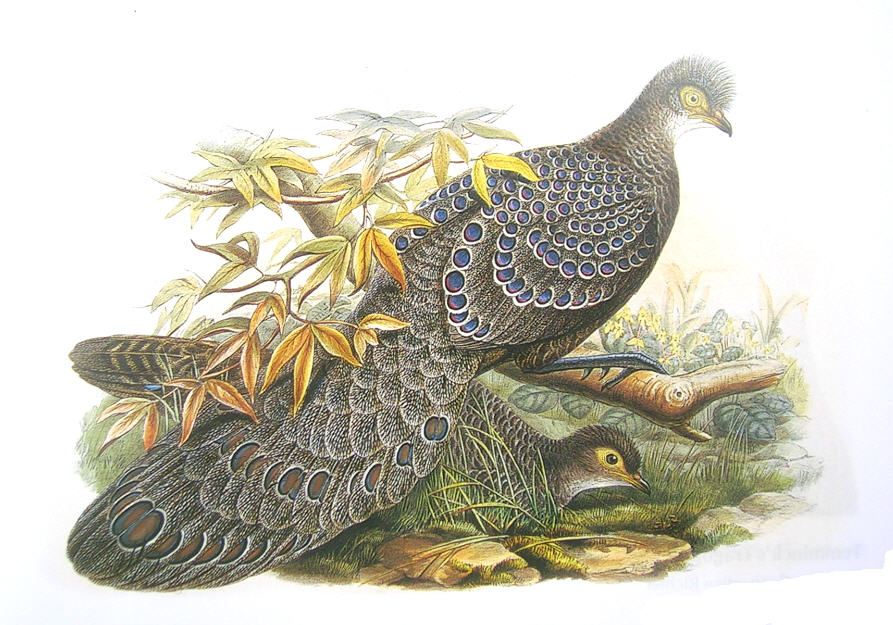
Indochina-Pfaufasanen, Illustration

Indochina-Pfaufasanen haben eine Flügellänge von 17,5 (Weibchen) bis 24 Zentimeter (Männchen). Stark ausgeprägt ist der Sexualdimorphismus bei der Länge des Schwanzes. Bei Männchen beträgt er 35 bis 40 Zentimeter. Weibchen dagegen haben eine Schwanzlänge von 23 bis 25,5 Zentimetern.
Das Körpergefieder beim Männchen wirkt überwiegend grau bis gräulich. Weibchen dagegen haben eine bräunliche Gefiederfarbe. Beide Geschlechter haben am Rücken sowie auf den Flügeln dunkle, irisierende Augflecken. Das Männchen hat auf der Kopfoberseite eine Federhaube, die häufig aufgerichtet ist und dann nach vorne weist. Der Schwanz des Männchens ist abgerundet und weist große, irisierende Augflecken auf.
Die Stimme des Männchens ist häufig zu hören. Der charakteristische, laute Pfiff der Art wird lautmalerisch mit „trew-tree“ oder „taa-pwi“ umschrieben. Das Männchen ruft außerdem wiederholt ein raues „putta“. Der Ruf wird mit zunehmender Wiederholung immer schneller und ist in der Regel mehrere Minuten zu hören.
Verwechslungsgefahr besteht mit dem Annampfaufasan, einer in Vietnam verbreiteten Art. Dessen Gefieder ist jedoch dunkelgrau und die unbefiederten Gesichtspartien sind von rötlicher Farbe.

## Verbreitungsgebiet und Lebensraum
Der Indochina-Pfaufasan kommt vom äußersten östlichen Grenzgebiet Indiens über Myanmar bis in den Südosten von Indonesien vor. Der Indochina-Pfaufasan hat damit das größte Verbreitungsgebiet innerhalb der Gattung der Spiegelpfaue. Die Pfaufasanen der chinesischen Insel Hainan, früher als Unterart (Polyplectron bicalcaratum katsumatae) des Grauen Pfaufasans angesehen, werden heute als eigenständige Art Hainanpfaufasan (Polyplectron katsumatae) gewertet.
Grundsätzlich ist der Indochina-Pfaufasan ein Vogel, dessen Vorkommen sich auf das Tiefland sowie Wälder am Fuß von Gebirgen begrenzt. Die meisten Vorkommen liegen in Regionen, die nicht höher als 610 Meter über NN liegen. Es gibt aber auch Berichte, dass der Indochina-Pfaufasan bis zu 1800 Meter beobachtet wurde. Pro Quadratkilometer leben in geeigneten Habitaten zwischen 1.5 und 3.7 Individuen.
Indochina-Pfaufasan treten insbesondere im Dickicht auf, das sich entlang von Flussläufen findet. Zu ihren Lebensräumen zählt aber auch dichter, immergrüner Wald, wo ein dichtes Unterholz aus Sträuchern, Stauden und Bambus sie ihr verstecktes Leben führen lässt. Als ideales Habitat für diese Art der Pfaufasanen bezeichnet der Ornithologe Paul Johnsgard ein an einem Hang liegendes Reisfeld, das drei oder vier Jahre unkultiviert blieb und auf dem sich mittlerweile ein dichter Bewuchs aus jungen Bäumen, Sträuchern und Schlingpflanzen gebildet hat.

## Lebensweise
Indochina-Pfaufasanen fressen Getreide, Beeren, Samen, wilde Feigen und Pflaumen sowie Insekten wie Termiten. Auf der Nahrungssuche bewegen sie sich sehr leise und unauffällig durch das Unterholz. Auch die Kratzbewegungen, mit denen sie nach Futter scharren, werden sehr ruhig ausgeführt.
Der Indochina-Pfaufasan kommt normalerweise in Paaren oder bestenfalls kleinen Familiengruppen vor. Es ist unsicher, ob es sich bei diesen Pfaufasanen um territoriale Vögel handelt. Vermutlich besiedelt aber jeweils ein Paar ein Revier.
Wie alle Pfaufasanen weist auch der Indochina-Pfaufasan ein umfangreiches Balzverhalten auf, bei dem das Männchen sein Prachtgefieder vor dem Weibchen demonstriert. Dazu werden die Schwanzfedern gesträubt und hochgestellt. Die Flügel werden weit gespreizt, so dass auch hier die irisierenden Augflecken dem Weibchen präsentiert werden.

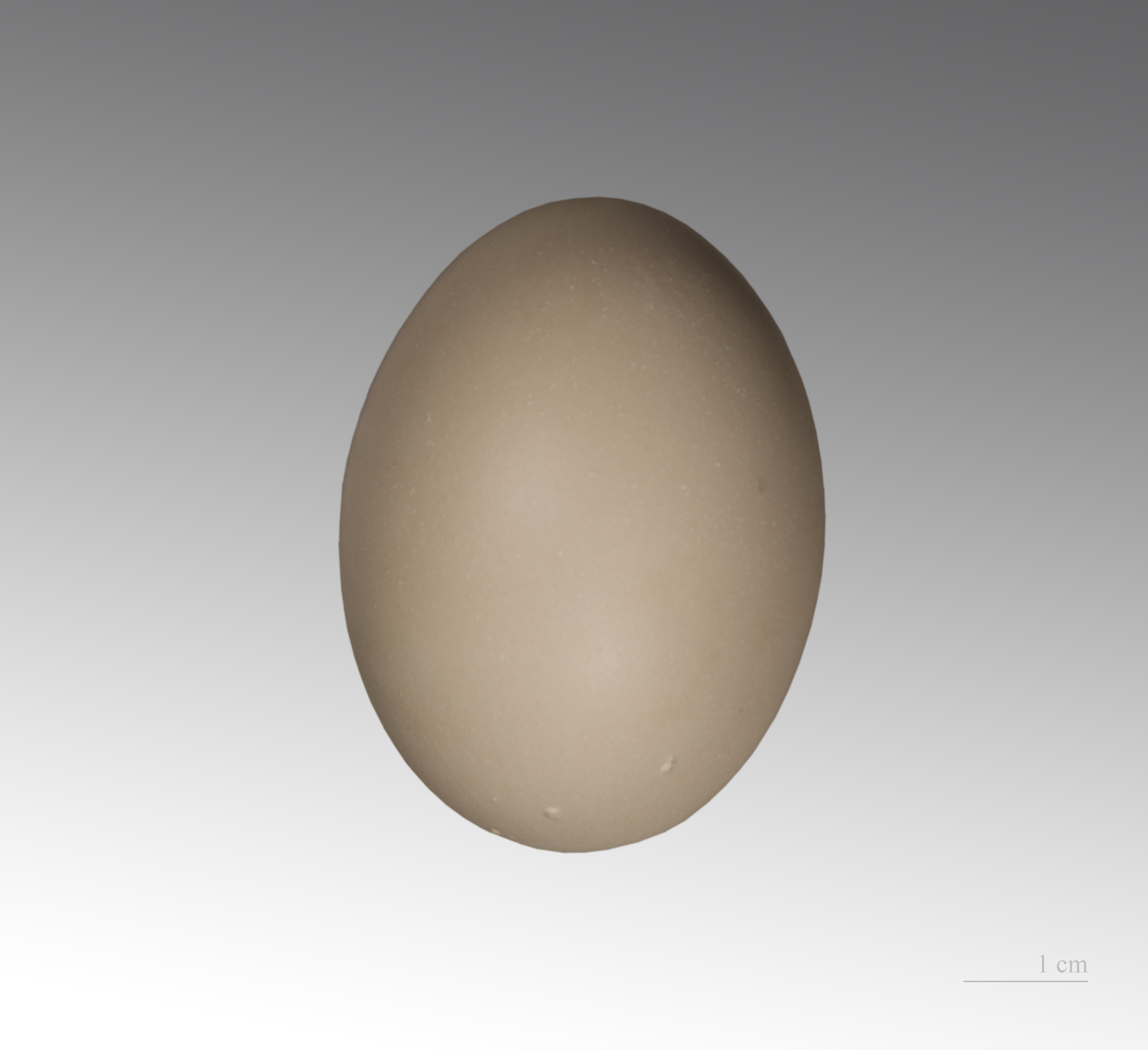
Polyplectron bicalcaratum

Wie bei anderen Pfaufasanen besteht das Gelege nur aus ein oder zwei Eiern. Das Weibchen ist allerdings in der Lage, mehrfach hintereinander Gelege zu legen und zu bebrüten. In Gefangenschaft gehaltene Weibchen haben jährlich zwischen 8 und 14 Eiern gelegt. Die Eier werden ausschließlich durch das Weibchen bebrütet. Das Männchen hält sich jedoch in der Nähe auf. Jungvögel folgen der Mutter und suchen unter ihrem Schwanz Schutz.